# 檜山支庁

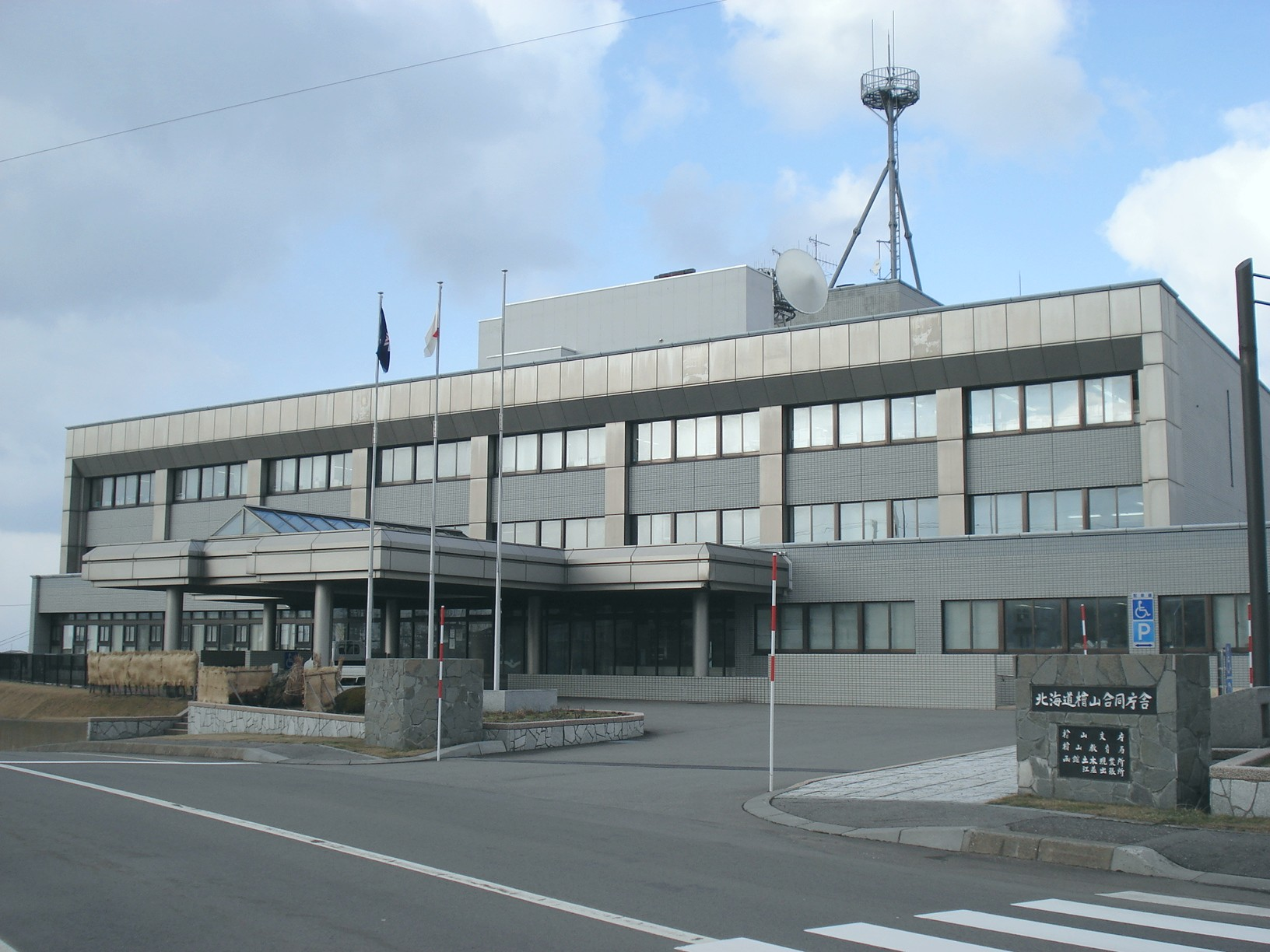
檜山振興局が入っている北海道檜山合同庁舎（江差町）

檜山支庁（ひやましちょう）は、かつて北海道に存在した支庁のひとつ。支庁名は渡島国檜山郡に由来する。渡島半島の日本海側（奥尻島を含む）にある7町を所管していた。支庁所在地は檜山郡江差町。2010年（平成22年）4月1日、檜山振興局に改組。
2005年（平成17年）10月1日、旧熊石町が渡島支庁の八雲町と合併して檜山支庁を離脱したため、檜山支庁に飛び地が発生した。このため、北半分を「（檜山）北部」、南半分を「（檜山）南部」と呼ぶ場合がある（気象庁の区分も同様。なお、気象庁の区分では八雲町熊石地区は「檜山北部」に該当。奥尻町については「檜山奥尻島」）。

## 地理

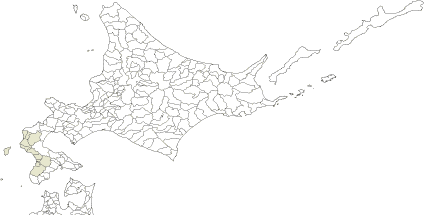
道内における檜山支庁の位置

## 歴史
- 1897年（明治30年） - 檜山支庁を設置する。
- 1948年（昭和23年）10月20日 - 地方自治法の施行に基づき支庁は都道府県が条例で任意に設置する総合出先機関となり、北海道支庁設置条例（昭和23年9月27日条例第44号）が施行される（条例で檜山郡、爾志郡、久遠郡、瀬棚郡、奥尻郡を所轄区域、支庁の位置を檜山郡江差町と定める）[1]。
- 2005年（平成17年） - 熊石町が山越郡（渡島支庁管内）八雲町と合併し渡島支庁へ移管、二海郡八雲町となり檜山支庁から離脱する。
- 2008年（平成20年）6月28日 - 北海道議会において､留萌支庁を上川支庁に編入する等､14支庁を9地域に再編し、名称を支庁から地域振興局に改める旨の条例案が可決された｡この条例では、檜山振興局は道南総合振興局（渡島支庁より改組）の下に置かれることになっていた。
- 2009年（平成21年）3月31日 - 他の総合振興局への編入対象となった支庁の反発を受け、北海道議会で条例の改正案が可決。これに伴い、振興局は総合振興局と同等の扱い（地方自治法上の支庁）へ改められるとともに、広域で所管することが望ましい業務に関しては隣接する総合振興局の所掌事務とすることが出来るとされた。
- 2010年（平成22年）4月1日 - 檜山支庁が廃止され、檜山振興局が発足。

## 地域

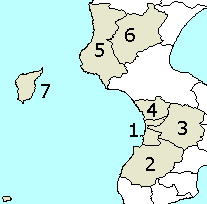
檜山支庁の自治体
1. 江差町2. 上ノ国町3. 厚沢部町4. 乙部町5. せたな町6. 今金町7. 奥尻町

目立った産業が存在しないため、人口の流出が顕著であり、全町村が過疎地域である。
渡島国
- 檜山郡：江差町 - 上ノ国町 - 厚沢部町
- 爾志郡：乙部町

後志国
- 奥尻郡：奥尻町
- 久遠郡：せたな町
- 瀬棚郡：今金町